# سقاية المواسين

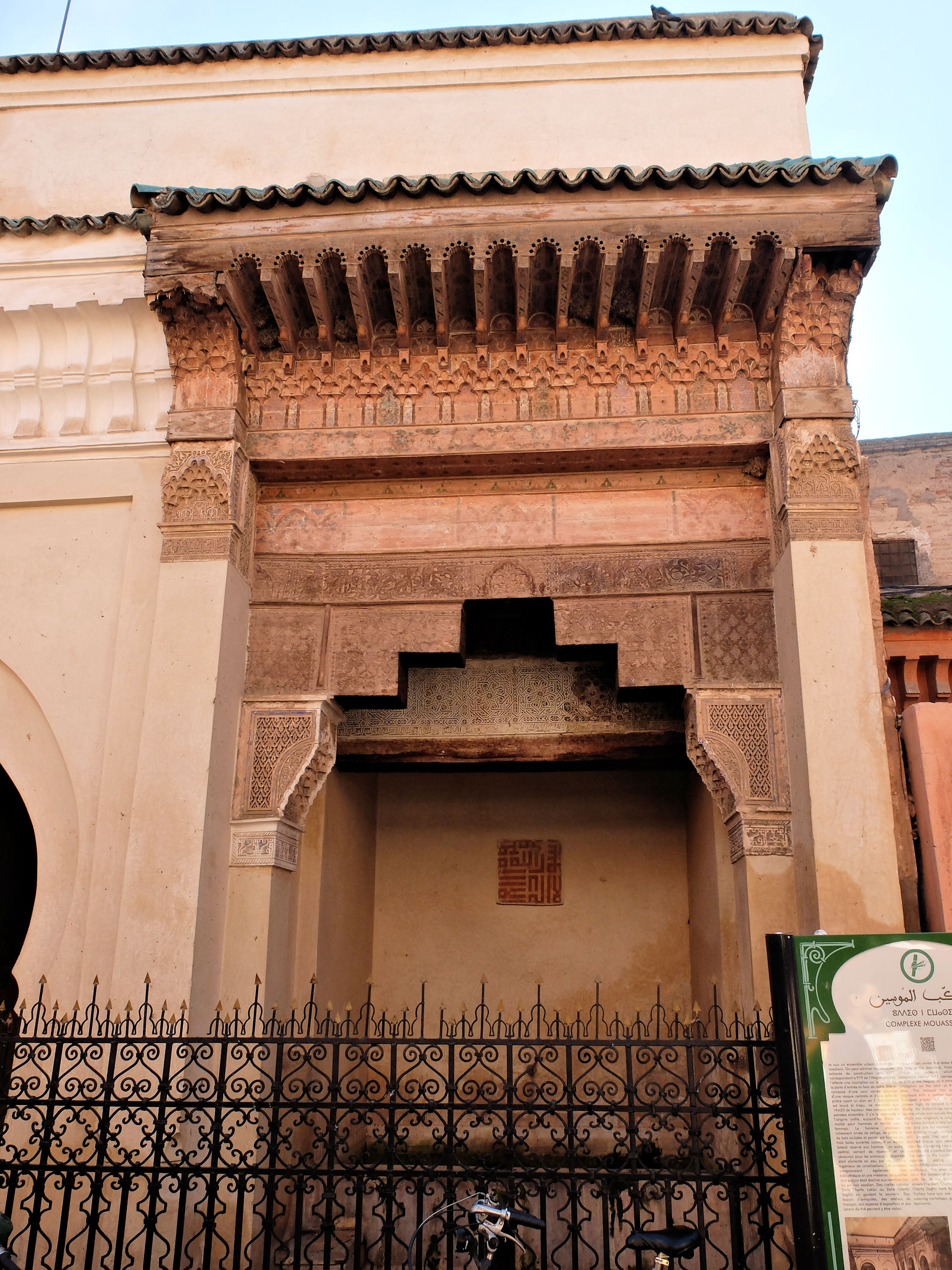
Mouassine Fountain, Marrakech.

سقاية المواسين هي جزء من المجمع الديني المواسين في مراكش. حيث أن تقليد بناء السقايات العمومية قديم ولكنه اتخذ طابعا معماري أكبر في عهد السعديين.

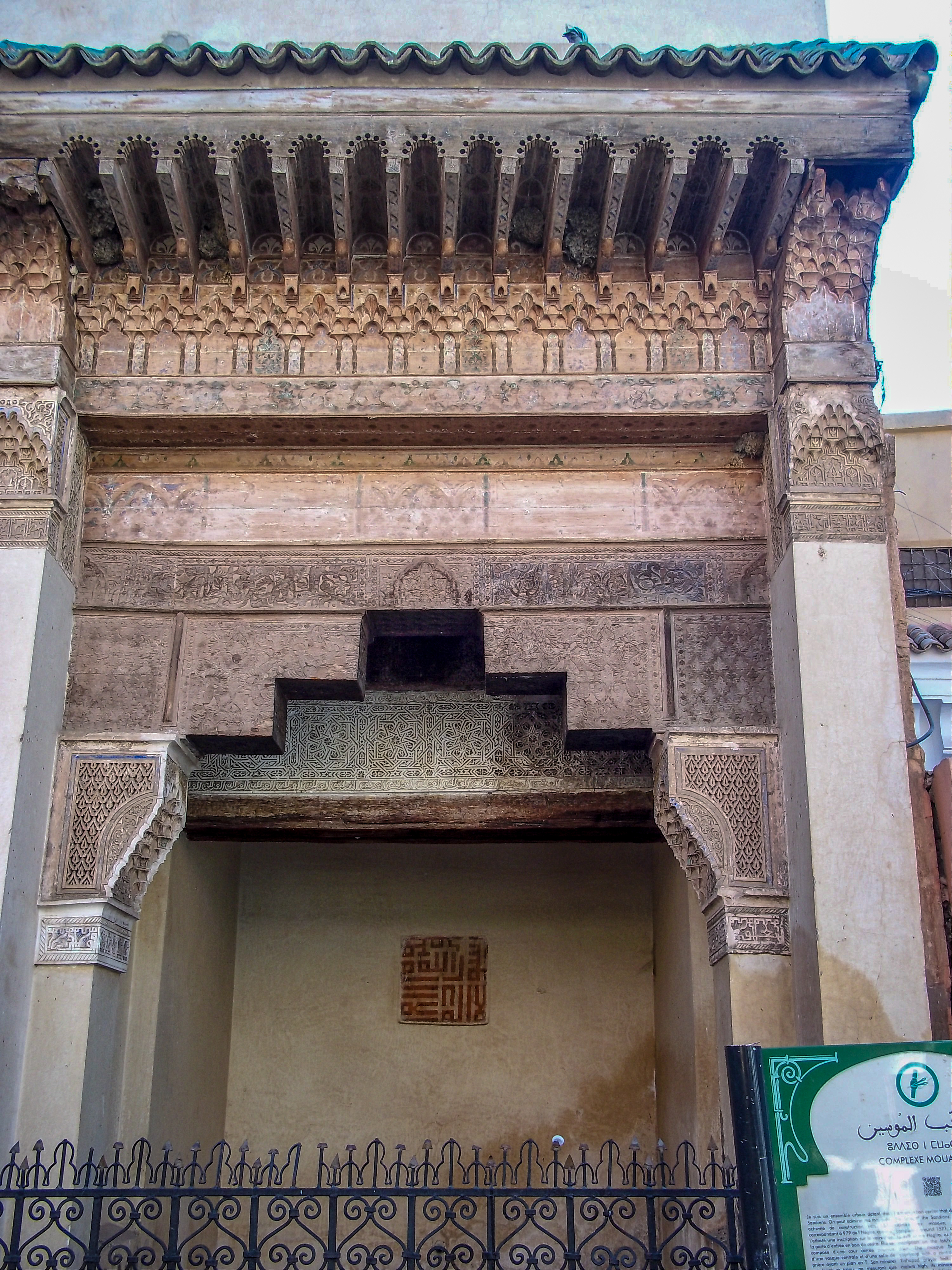
سقاية المواسين بمراكش

## تاريخ

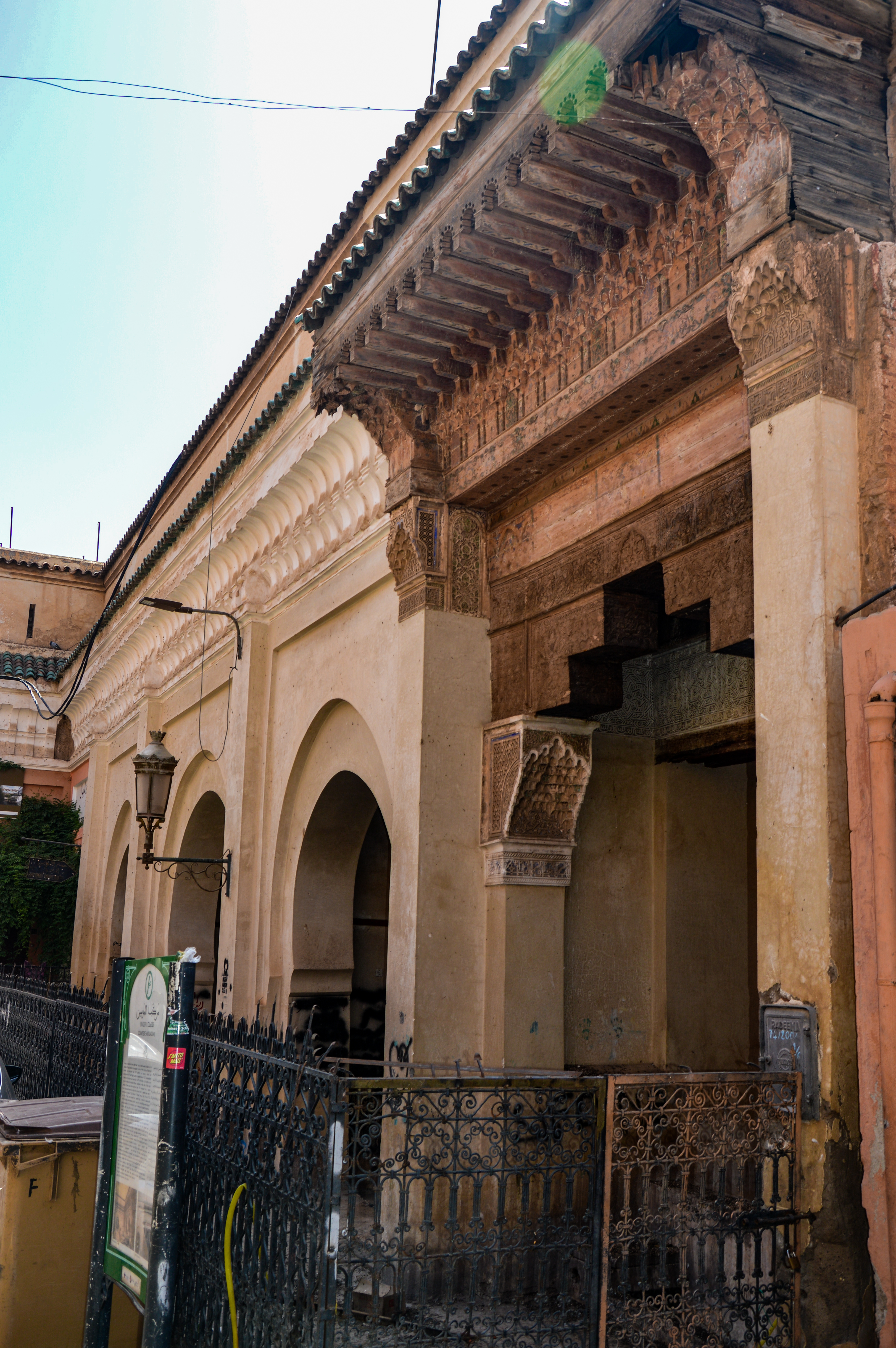
سقاية المواسين بجوار الأقواس

تم بناء سقاية المواسين بأمر من السلطان السعدي عبد الله الغالب. وهي من أكبر السقايات في مدينة مراكش. تقع شمال قاعة الوضوء بمسجد المواسين وهي مستطيلة الشكل يبلغ ارتفاعها حوالي 18 متراً وعرضها حوالي 5 أمتار. تتواجد سقاية المواسين بجوار ثلاثة أقواس كبيرة تتيح الوصول إلى حوضين آخرين للشرب. كانت السقاية مخصصًة للبشر بينما كان الحوضان بجانبها؛ مغطاة بأقبية ومفتوحة على الشارع بثلاثة أقواس، تستخدم في ذلك الوقت لري الدواب.

## دور السقايات
أدى إلزامية إمداد المياه الميضأة والحمامات إلى قيام المهندسين المعماريين السعديين ببناء سقايات عمومية مع أحواض للشرب بالقرب من المساجد. وقد همت هذه مسألة كذلك ضمان إمداد المنطقة بمياه الشرب، فتقديم الماء يشكل في العالم الإسلامي أحد أشرف الصدقات.

## العمارة والزخرفة
في مدينة مراكش 45 سقاية عمومية. حسب موقعها، يخلف حجم ومعمار السقاية. توجد السقايات الكبرى والمزينة بكثرة، مثل سقاية المواسين، بجوار المساجد أو الأضرحة حيث تتطلب هذه البنايات الدينية إسناد جانب معماري زخرفي إلى ملحقاتها مثل السقايات. من ناحية أخرى، تتمتع الأحياء الصغيرة أيضًا بالاستقلالية والوصول إلى المياه، وبالتالي فإن حجم السقاية يعتمد على حجم الحي، بعضها مزخرف والبعض الآخر أبسط بكثير.

تحتوي سقاية المواسين على دعامات تدعم وحدتين من الجبس تتواجد فوقها أفرزه محمية بمظلة. الكل من خشب الأرز مزين بزخارف نباتية مصبوغة ومنقوشة.

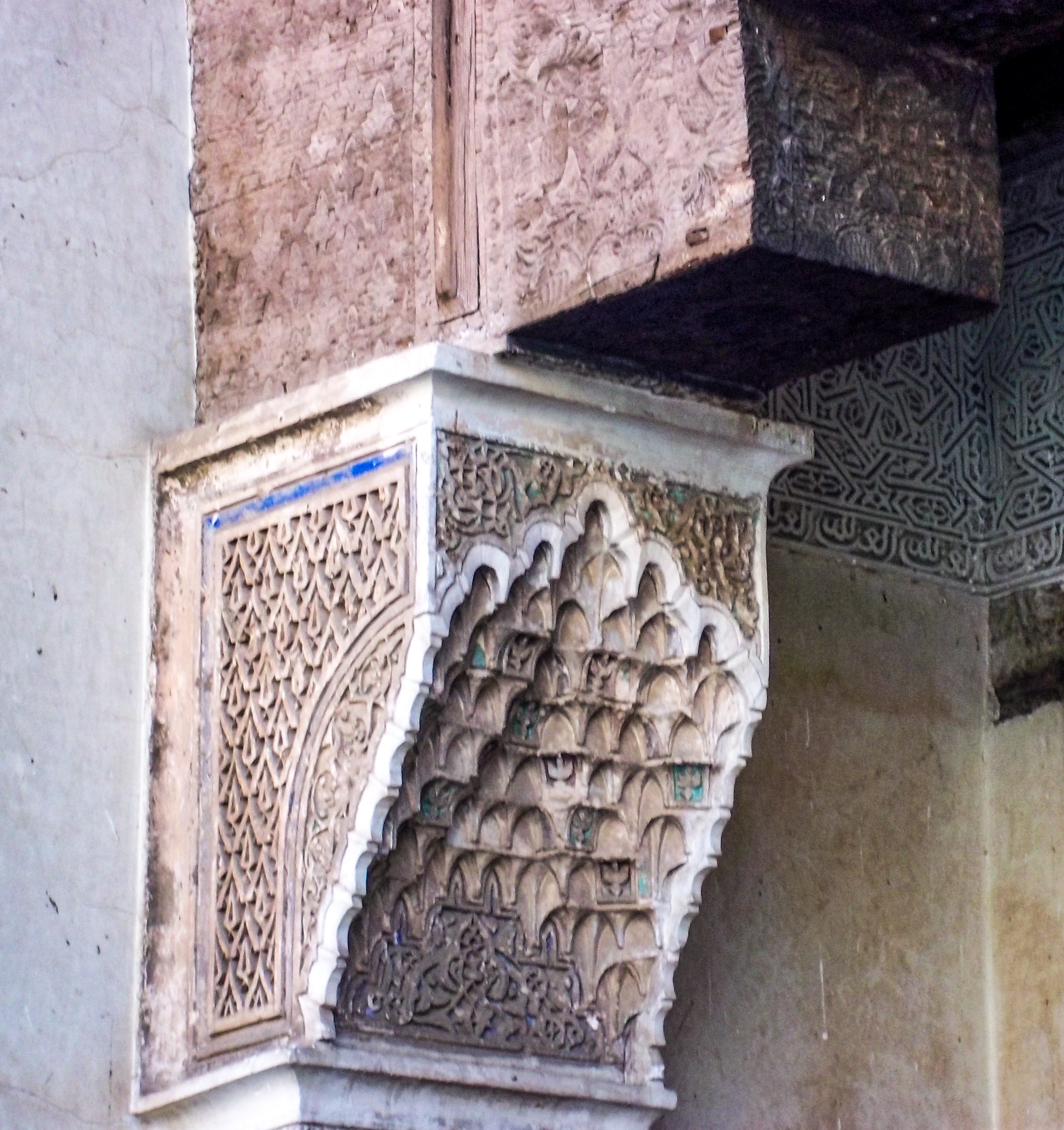
كونسول من الجبس المنقوش والمصبوغ - سقاية المواسين بمراكش.

في الداخل أعلاه، وعلى عارضة أفقية، يظهر على إفريز كبير من الجبس نقشًا هندسيًا لنجمة ثمانية الرؤوس تسمى «مثمن معكوس». تم إدخال هذا الشكل الهندسي بين إفريزين أصغر حجما، أيضًا من الجبس المنقوش بالتأبين «العز لله».

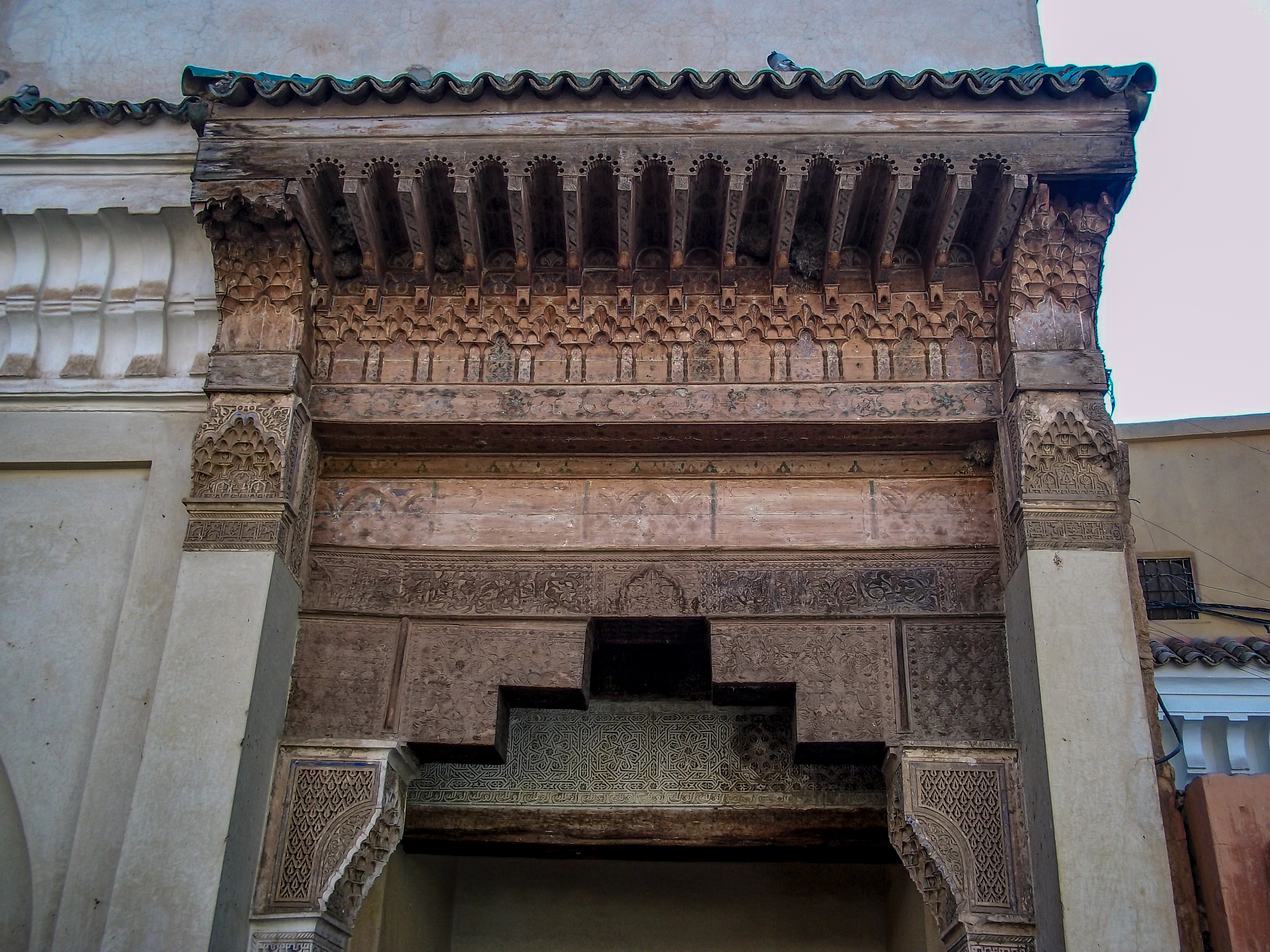
المضلة الخشبية لسقاية المواسين بمراكش
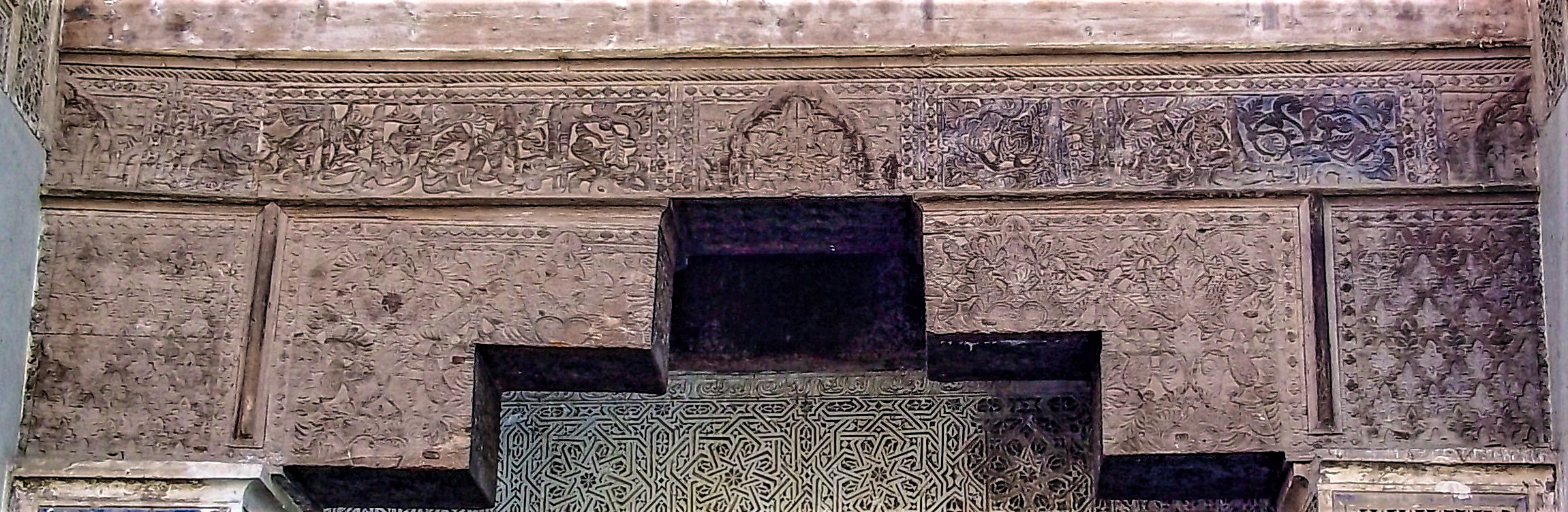
الأفرزة الخشبية بسقاية المواسين

أعلاه، على عارضة خشبية، تم رسم نقش باللون الأسود على إفريز من الجبس لم يعد موجودًا اليوم. يمكن رؤيتها في صورة قديمة في كتاب «أشياء تُرى في المغرب» من تأليف أليك جون داوسون (ص. 206). يقول النقش:
بُشْرَى فَقَدْ أَنْجَزَ اُلإِقْبَالُ ما وَعَدَا ***** وَكَوْكَبُ اُلمَجْدِ في أُفْقِ العُلا صَعِدَا
تم تزيين الحواف بنمط منحوت مصبوغ، إلا أن تعدد الألوان غير مرئي للغاية. فوقها، على الأفريز الأول  نقش منقوش يقول:
أَحْسَنُ ما صُرِفَ فيه المَقال ***** الحَمْدُ للَّهِ على كُلِّ حــال

## الخطارة: من أين تأتي مياه السقايات؟
لتوفير مياه الشرب لسقايات المدينة وكذلك قاعات الوضوء في المساجد والحمامات والمنازل والرياضات الكبيرة في بعض الأحيان، بنى المرابطون نظامًا هيدروليكيًا أصليًا يسمى الخطارة وهي عبارة عن نفق تصريف تحت الأرض ينقل المياه من منسوب المياه الجوفية إلى سطح الأرض، ثم يوزعها في جميع أنحاء المدينة ويروي المحاصيل. يتكون من مجموعة من الآبار الرأسية المتصلة بنفق تصريف مائل قليلاً ينقل المياه إلى الصهاريج أو الخزانات. تستخدم الأعمدة لحفر النفق تحت الأرض. وعند الانتهاء من البناء، فإنها تلعب دور تهوية وتسهل الوصول إلى النفق للصيانة.
تسبب تغير المناخ في انخفاض مستوى منسوب المياه الجوفية وأدت الزيادة في عدد السكان إلى زيادة التخطيط الحضري. لذلك لم يعد هذا النظام كاف وبالتالي تم التخلي عنه. ومع ذلك، تعتبر الخطارة تراثًا مغربيًا يجب الحفاظ عليها.